# Юен
 Тази статия е за империята в Азия.  За бизнесмена вижте Ерик Юен.  
Юен (на китайски: 大元; на пинин: Dà Yuán) е държава в Източна Азия, съществувала през 1271 – 1368 година.
Тя включва ядрото на Монголската империя, управлявано от хаганите, наследници на Чингис хан, които през 1271 година започват да наричат династията си Юен, съгласно китайската традиция. Юен става първата чужда династия, която установява контрол над цялата територия на Китай. През 1368 година Чингисидите са отблъснати в северните части на владенията си, където продължават да управляват като Северна Юен, а основната част от страната преминава под властта на местната династия Мин.